# Podiceps occipitalis
El zampullin blanquillo (Podiceps occipitalis), también llamado blanquillo o macá plateado, es una especie de ave podicipediforme de la familia Podicipedidae habitante de gran parte del Cono Sur sudamericano.

## Distribución
Nidifica en la Argentina, en las islas Malvinas, en Chile, y siguiendo los Andes en Bolivia, Perú, Ecuador y Colombia, siendo migratorio no nidificante en Paraguay y el sur del Brasil. Posiblemente también en el Uruguay.

## Hábitat
Se lo encuentra en múltiples ambientes acuáticos, tanto desde el nivel del mar como en lagos y charcas a más de 4000 m s. n. m.

## Alimentación
Al ser un excelente zambullidor, obtiene todo su alimento bajo el agua; este consiste en plantas, pequeños peces con sus huevos y crustáceos.

## Longitud
Esta especie posee un largo total de 28 cm.

## Nidificación
Construye con totoras un nido flotante, aunque lo ancla a otras totoras vivas. Entre septiembre y octubre en las llanuras, pero entre diciembre y enero en el altiplano andino, la hembra pone de 4 a 6 huevos blanco azulados, con medidas promedio de 44 mm de largo por 29 mm. Al cumplir un día de nacidos, los polluelos ya nadan, aunque si se cansan se suben al dorso de sus padres.

## Subespecies
La especie se encuentra dividida en dos subespecies:
- Podiceps occipitalis occipitalis Garnot, 1826.  Esta raza es llamada macá plateado común, o blanquillo común.

Habita en las llanuras de la Argentina, en las islas Malvinas, y en Chile hasta la laguna del Negro Francisco en Atacama, siendo migratorio no nidificante en Paraguay y el sur del Brasil. Posiblemente también en el Uruguay. Se diferencia del siguiente en que la garganta, el mentón y parte baja de la nuca son de color gris parduzco. Además los penachos laterales (plumas auriculares) son café amarillentas. El ojo es de color rojo anaranjado.
- Podiceps occipitalis juninensis (Berlepsch y Stolzmann). Esta raza es llamada macá plateado puneño, o blanquillo del norte.

Habita en el altiplano puneño y en los lagos cordilleranos de los Andes de la Argentina, en Tarapacá y Antofagasta (Chile), Bolivia, Perú, Ecuador y Colombia. Se diferencia del anterior en que la garganta, el mentón y parte baja de la nuca son de color blanco puro. Además los penachos laterales (plumas auriculares) son de color gris. El ojo es de color rojo vinoso.

## Conservación
Esta especie tiene una distribución muy grande; por lo tanto no se acerca a los umbrales de vulnerabilidad bajo el criterio del tamaño del área de distribución. A pesar del hecho de que la tendencia de la población parece estar disminuyendo, esta no es lo suficientemente rápida para acercarse a los umbrales de vulnerabilidad bajo el criterio de tendencia de la población. El tamaño de la población es muy grande, y por lo tanto no se acerca a los umbrales de vulnerabilidad bajo el criterio de tamaño de la población. Por todas estas razones, la especie se evalúa como de «Preocupación Menor».